# 陶楼镇
陶楼乡，是中华人民共和国安徽省合肥市长丰县下辖的一个乡镇级行政单位。

## 行政区划
陶楼乡下辖以下地区：
陶楼社区、高塘社区、新丰社区、陈圩村、杭岗村、陈祠村、石集村、沙井村、观美村、大桥村、陶西村和古城村。